# Irving Langmuir
Irving Langmuir   (født 31. januar 1881 i Brooklyn, død 16. august 1957 i Woods Hole) var en amerikansk kemiker og fysiker. Hans mest kendte publikation var den berømte artikel "The Arrangement of Electrons in Atoms and Molecules" fra 1919, hvor han bygger på Gilbert N. Lewiss kubiske atom-teori og Walther Kossels kemiske bindingsteori, hvor han beskriver sin teori for "koncentrisk teori for atomstrukture". Langmuir blev inddraget i en disput med Lewis over hans arbejde; Langmuirs præsentationsevner var i høj grad medvirkende til udbredelsen af hans teori, selvom æren for teorien hovedsageligt er Lewis'. Mens han arbejdede for General Electric, fra 1909–1950, Langmuir udviklede han flere grundteorier inden for fysik og kemi og opfandt den gas-fyldte glødelampe atom hydrogensvejsning og han blev tildelt Nobelprisen i kemi for sit arbejde med overfladekemi. Langmuir Laboratory for Atmospheric Research nær Socorro i New Mexico blev navngivet til hans ære og det samme blev American Chemical Society journal om Surface Science kaldet Langmuir.